# Straßenbahn Manaus

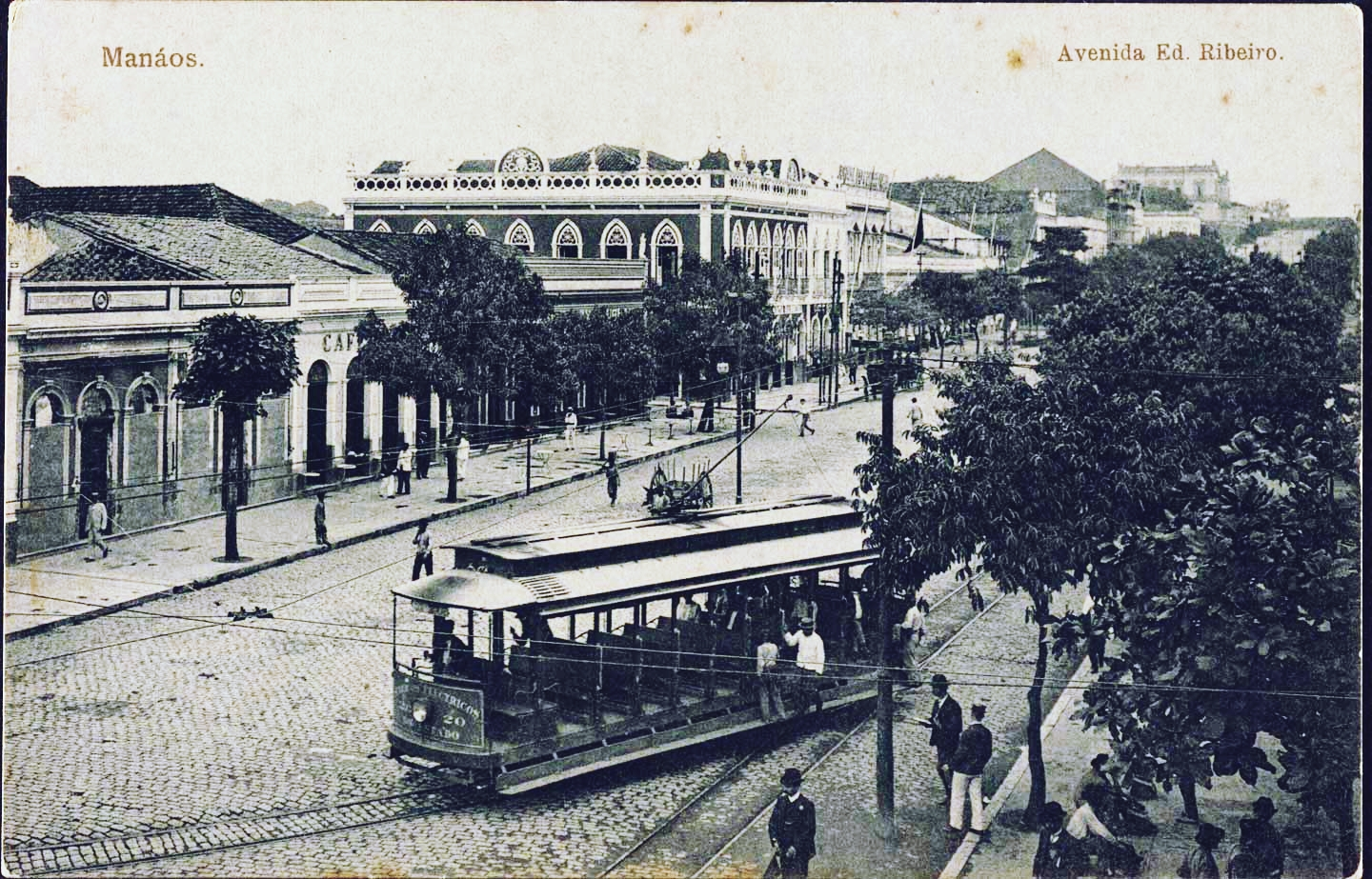
Wagen 20 auf der Avenida Eduardo Ribeiro, um 1909

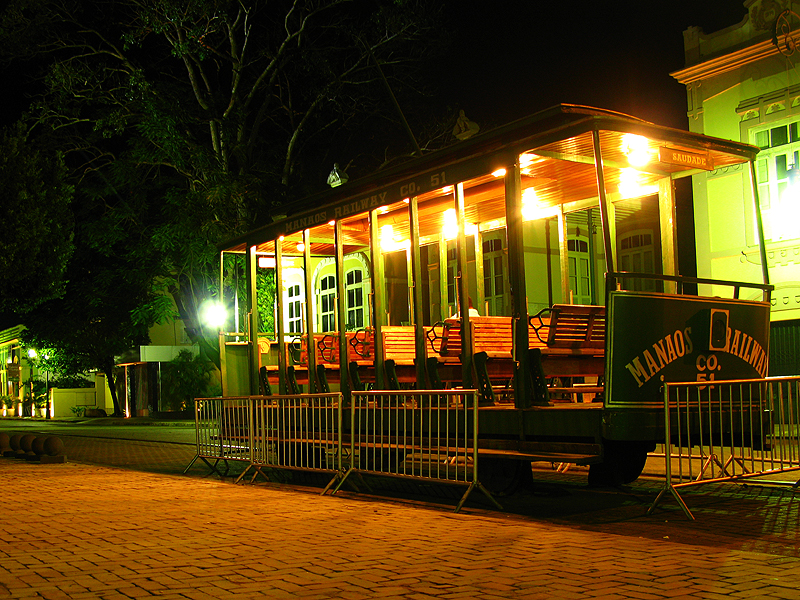
Erhaltener Wagen 51 im Jahr 2009

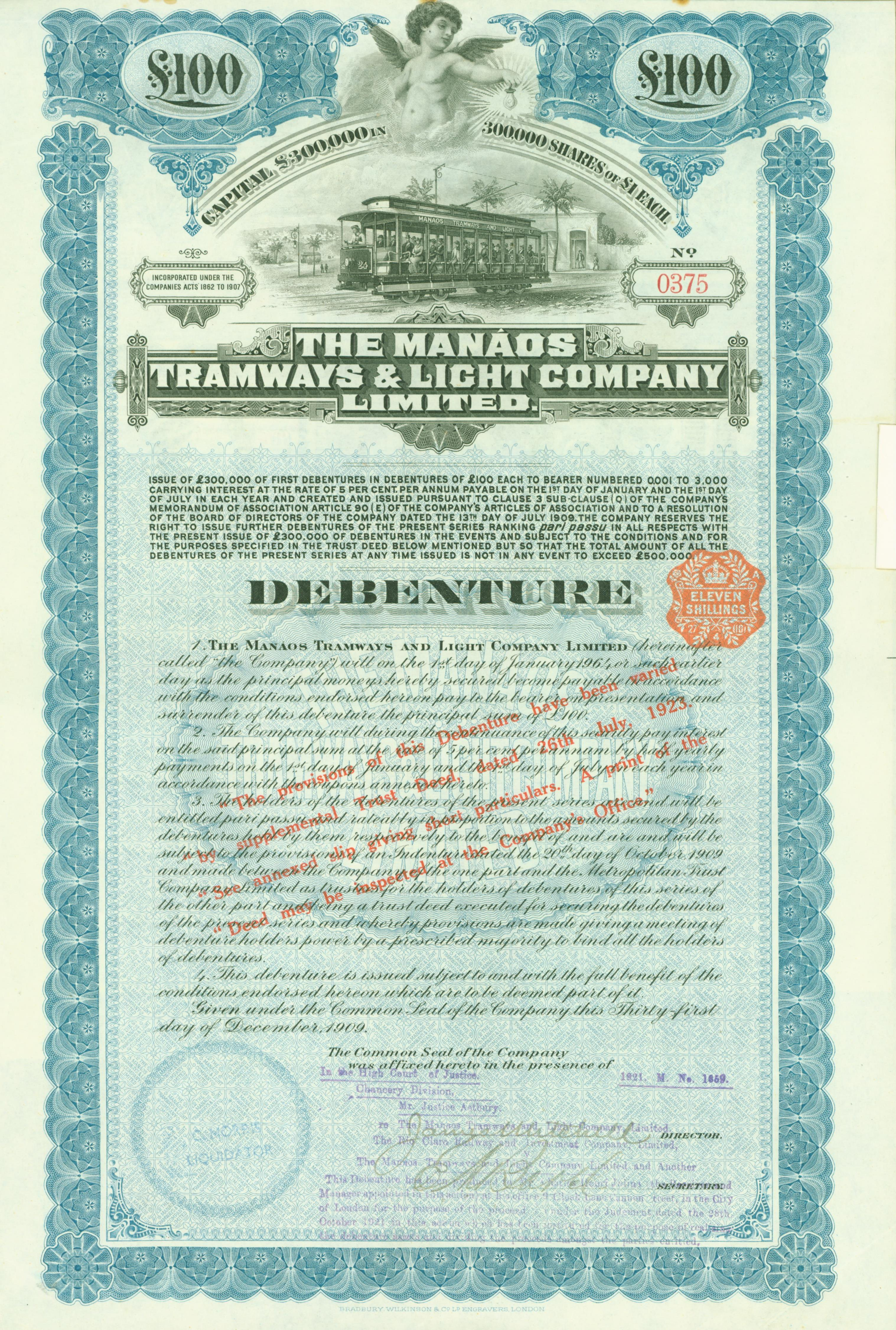
Anleihe der Manáos Tramways & Light Company Ltd. vom 1. Dezember 1909

Die Straßenbahn Manaus, portugiesisch Bonde de Manaus, war das Straßenbahn-System der brasilianischen Stadt Manaus, bis 1937 Manáos geschrieben. Es existierte von 1899 bis 1957.

## Geschichte
Die mit Sommerwagen betriebene Straßenbahn Manaus wurde am 1. August 1899 zur Zeit der Belle Époque brasileira als zweite elektrische Straßenbahn Brasiliens eröffnet und löste ein kurzzeitiges Dampfomnibussystem ab. Während der durch den Rückgang des Kautschuk-Monopols (Kautschukboom) entstandenen lokalen Wirtschaftskrise kam es um 1910 zur kurzzeitigen Betriebseinstellung. Endgültig wurde der Straßenbahnbetrieb dann am 28. Februar 1957 aufgegeben. Die Mitfahrt war mit 250 réis sehr günstig.
Seit der Stilllegung fahren in Manaus ausschließlich Omnibusse, Gleisreste sind noch am Praça São Sebastião beim Teatro Amazonas erhalten.